# 남원경

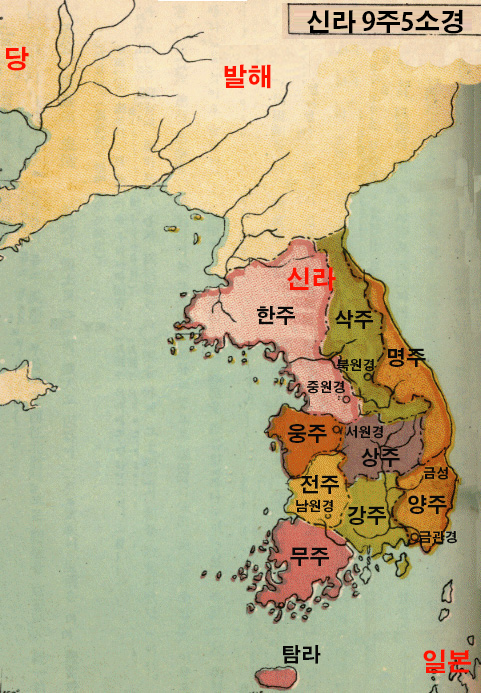
남북국 시대 신라의 9주 5소경

남원경(南原京) 또는 남원소경(南原小京)은 신라의 광역 행정구역인 9주 5소경의 한 소경(小京)으로 지금의 남원시이다. 남원경은 왕경이 동남쪽으로 치우친 약점을 보완하고 백제 지역의 통치 편의를 위해 설치되었다.

## 연혁
남원경의 치소 일대는 원래 백제의 고룡군(古龍郡)이었다. 신라가 백제를 멸망시킨 뒤 685년(신문왕 5년)에 남원소경을 설치하였다. 757년(경덕왕 16년)에 전국의 행정구역 명칭을 중국식으로 고치면서 남원소경을 남원경으로 개칭하였다. 고려 때에도 남원이라는 이름을 계속 사용하여 지금에 이른다.
《삼국사기》 〈지리지〉에는 경덕왕이 중국식으로 고친 명칭을 기준으로 기록되어 있다.

## 남원경의 설치
남원경은 신라가 삼국을 통일한 직후인 685년에 설치된 소경이다. 문무왕과 신문왕은 삼국을 통일한 이후 통치체제를 정비하면서 차례로 소경을 설치하였는데 남원경은 685년에 서원경과 함께 백제 지역에 설치되었다. 소경의 설치 이유는 수도가 동남쪽으로 치우친 약점을 보완하기 위한 것이라고 보고 있다.
남원경은 신라 왕경에서 호남 평야로 가는 길목에 위치하고 있어 중요한 거점이었다. 691년에는 성을 쌓아서 방어 체계를 갖추기도 했다. 또한 남원경에는 보덕국을 폐지한 후 고구려의 유민들을 이주시켜 살게 하였다. 남원의 고구려 유민들을 통해 신라에 거문고가 전수되기도 하였다.

## 같이 보기
- 신라의 행정 구역
- 남원군